# Eugen Hossu
Eugen Hossu, (n. 1892, Deva – d. 1965,  Deva) a fost medic, participant la Marea Adunare Națională de la Alba Iulia, medic al Gărzii Naționale Locale și medic-șef al orașului Deva. 

## Biografie și familie
Eugen Hossu, s-a născut la Deva (județul Hunedoara), ca fiu al avocatului Alexandru Hossu. A fost căsătorit cu Margareta (1897-1977), dar nu a avut urmași. 

## Studii
Eugen Hossu, a urmat liceul în orașul natal. În 1915, a absolvit medicina la Universitatea din Budapesta.

## Viața și activitatea
A participat la Primul Război Mondial ca medic-locotenent, iar din 1918 devine medicul Gărzii Naționale Locale. În dimineața zilei de 1 decembrie și-a însoțit conjudețenii la Alba Iulia. Delegația din județul Hunedoara a fost formată din 155 de persoane, din care 2 medici – Eugen Hossu și Nicolae Moțiu.. După unirea din 1918, este numit medic-șef al orașului Deva și activează în societățile culturale locale. A fost ales președinte al „Asociației foștilor luptători în Gărzile Naționale Române din Ardeal în 1918” din județ. A fost medicul liceului „Decebal”, precum și medic în cadrul asigurărilor sociale din Deva. Acesta a murit la Deva în anul 1965.